# Otwór wielki

Tył głowy owada. Otwór potyliczny ciemnofioletowy, podpisany occipital foramen

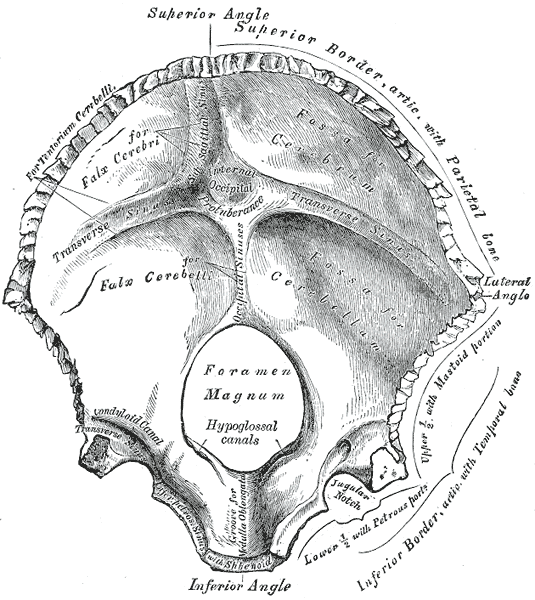
Kość potyliczna- widok od strony mózgowia. Otwór wielki widoczny w centrum kości.

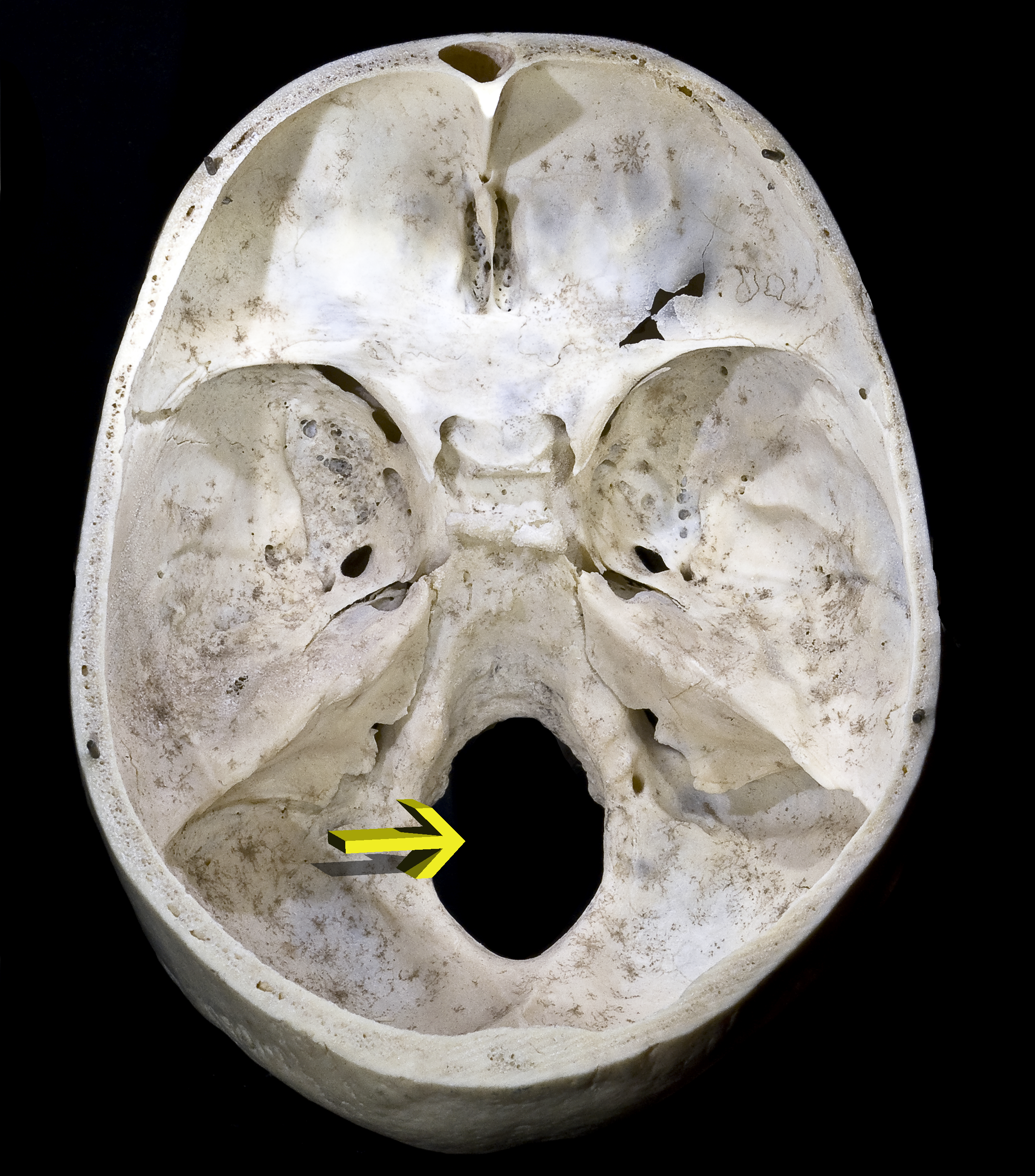
Foramen magnum

Otwór wielki, otwór potyliczny wielki, otwór potyliczny (łac. foramen magnum, foramen occipitale magnum, foramen occipitale, formen cephalicum posterior) – nieparzysty otwór w czaszce niektórych kręgowców oraz puszce głowowej sześcionogów.

## Sześcionogi
U owadów otwór ten leży w tylnej części głowy, łącząc ją z szyją. Zwykle jest to duży otwór, ale czasem jego rozmiar jest zredukowany. Górną i boczne części otworu wielkiego otacza zapotylica i szew zapotyliczny. Brzuszna strona może nie być odgraniczona żadnym sklerytem, a jedynie przedłużeniem błony szyjnej, jak u prostoskrzydłych. U wielu grup jest jednak odgraniczona przez rozrośnięte zapoliczki. Z kolei u pluskwiaków różnoskrzydłych oraz dorosłych muchówek i błonkówek brzuszna strona otworu ograniczona jest przez hypostomal bridge, będący przedłużeniem podgębia.
Przez otwór ten przechodzą z głowy do przedtułowia różne narządy wewnętrzne, w tym przewód pokarmowy.
Otwór potyliczny leżący w pionowej części puszki głowowej, jak to ma miejsce u licznych form o głowie prognatycznej, określany jest jako epitrema. Termin mesotrema odnosi się do otworu potylicznego umieszczonego pośrodkowo lub nieco poniżej środka wysokości głowy. Gdy omawiany otwór zajmuje całą tylną powierzchnię głowy stosowana jest doń nazwa pantotrema.

## Kręgowce
U ptaków i ssaków otwór wielki znajduje się w kości potylicznej pomiędzy łuską potyliczną (łac. squama occipitalis) u ssaków lub kością nadpotyliczną (łac. os supraoccipitale) u ptaków, która ogranicza go od tyłu, częścią podstawną (łac. pars basilaris ossis occipitalis), która znajduje się do przodu oraz częściami bocznymi (łac. partes laterales ossis occipitalis) leżącymi do boku od otworu. Otwór wielki łączy jamę czaszki z kanałem kręgowym.
U człowieka otwór wielki jest szeroko-owalny i zawiera:
- rdzeń przedłużony wraz z workiem oponowym
- tętnice kręgowe z żylnym splotem podstawnym
- tętnice rdzeniowe przednie i tylne
- gałęzie rdzeniowe nerwu dodatkowego (XI).

W procesie hominizacji doszło do przesunięcia otworu potylicznego ku przodowi czaszki - jest do przystosowanie do dwunożności, ponieważ umożliwia równomierne rozłożenie dużego ciężaru czaszki.